# We Love You, Conrad
We Love You, Conrad («Мы любим тебя, Конрад») — четырнадцатая серия седьмого сезона мультсериала «Гриффины». Премьерный показ состоялся 3 мая 2009 года на канале FOX.

## Сюжет
Бывшая девушка Брайана, Джиллиан, выходит замуж, и присылает приглашения на торжество семье Гриффинов: всем, кроме Брайана.
Брайан хочет познакомиться с её избранником, Дереком, и Джиллиан приглашает его со Стьюи в ресторан. Там Брайан убеждается, что Дерек во всех отношениях замечательный мужчина.
Расстроенный Брайан заливает своё горе алкоголем в баре, где неожиданно знакомится со звездой телесериалов, и той же ночью оказывается у неё в постели. Утром их вместе видит Стьюи, и чуть позже он анонимно выкладывает в Интернет фото пары и даёт комментарии. Вскоре все популярные шоу обсуждают их роман. Брайан приходит к Лорен, чтобы объясниться, но внезапно понимает, что эта девушка очень умная и образованная — его мечта. Он приглашает её на ужин к себе домой. Чуть позже он ложится спать с ней в её апартаментах, но там признаётся, что не потерпит рядом с собой девушки умнее себя. Лорен открывает ему глаза: Брайан до сих пор любит Джиллиан, и тот это признаёт.
Чтобы вызвать ревность Джиллиан, Брайан идёт в ресторан, где отдыхает она, с красоткой — переодетым Стьюи. Идея не имеет успеха, и вскоре происходит свадьба Джиллиан и Дерека.
На церемонию врывается Брайан, умоляющий Джиллиан всё забыть и вернуть, но та ему отказывает. Брайан печально сидит на мероприятии: он не вернул Джиллиан, и потерял Лорен, так как заразил её глистами.

## Создание
Автор сценария: Черри Чеваправатдумронг
Режиссёр: Джон Холмквист
Композитор: Рон Джоунс
Приглашённые знаменитости: Дрю Бэрримор (в роли бывшей девушки Брайана — Джиллиан), Лорен Конрад (камео; в анимации и в не-анимационной врезке), Одрина Пэтридж (камео; в анимации и в не-анимационной врезке), Джей Лено (камео; в не-анимационной врезке), Крейг Фергюсон (камео; в не-анимационной врезке), Джимми Фэллон (камео; в не-анимационной врезке), Брайс Ховард (в роли англичанки во врезке), Уолли Уингерт (камео), Сара Аттербэк (камео), Камилл Гуати (камео), Ромола Гарай (камео) и Мэй Уитман (камео)
Премьеру эпизода посмотрели 6 670 000 зрителей; 3,5 % американских семей; 9 % телевизоров США в момент премьеры были переключены на канал FOX; в этот вечер эпизод «Гриффинов» занял первое место по количеству зрителей на канале FOX за сутки.

## Критика
В целом, критиками (IGN и The A.V. Club) эпизод был принят положительно. Правда, при этом Ахсан Хак из IGN заметил, что Брайан в этом эпизоде, в отличие от предыдущих, не выглядит столь положительным героем (Unfortunately, Brian doesn’t come across as a very likable character and you definitely didn’t feel like cheering him on when he tried to win Jillian back, which took away from the purpose of that scene at the end near the altar).